# Евранж
Евранж (фр. Evrange) насеље је и општина у Француској у региону Лорена, у департману Мозел.
По подацима из 2011. године у општини је живело 232 становника, а густина насељености је износила 103,11 становника/km².

## Демографија
| 1962. | 1968. | 1975. | 1982. | 1990. | 2011. |
| ----- | ----- | ----- | ----- | ----- | ----- |
| 122   | 107   | 114   | 149   | 178   | 232   |